# Alessandro Ghinelli
Alessandro Ghinelli (n. 1 august 1952, Pistoia, Toscana, Italia) este un politician italian.